# Codecademy.com
Codecademy.com je webová stránka zaměřená na vyučovaní programovacích jazyků online, interaktivní a zábavnou cestou. Autoři Zach Sims a Ryan Bubinski ji vytvořili kvůli frustraci s jinými způsoby vyučování programování. Nejenže vytvořili základní lekce, ale vytvořili platformu pro ostatní, pomocí které mohou pro ostatní vytvářet další lekce programování. Vše je zdarma. Aktualně jsou vyučovány jazyky Javascript, HTML, Python a Ruby.

## Obsah hodin
| Týden | Téma                                         |
| ----- | -------------------------------------------- |
| 1     | Začíname s programováním                     |
| 2     | Funkce v Javascriptu                         |
| 3     | Podmínky v Javascript                        |
| 4     | Základy v Javascript                         |
| 5     | Objekty v Javascript                         |
| 6     | Objekty v Javascript (část II)               |
| 7     | Cykly v Javascriptu                          |
| 8     | Naprogramování Blackjacku                    |
| 9     | Přehled objektově-orientovaného programování |
| 10    | Pole a cykly v Javascript                    |
| 11    | Rekurze v Javascript                         |
| 12    | Dodělání Blackjacku                          |
| 13    | Stavba webové stránky (html)                 |
| 14    | Pokračování HTML a základní styling (html)   |
| 15    | Úprava vzhledu webu s CSS                    |
| 16    | Selektory v CSS                              |
| 17    | Pozicování v CSS                             |
| 18    | Pokročilé pozicování v CSS                   |
| 19    | JavaScript na Webu                           |
| 20    | Tvorba WWW z ničeho                          |
| 21    | JavaScript a jQuery                          |
| 22    | Používání jQuery                             |

## Motivační prvky
- Po prostudování obsahu budete jednou schopni programovat základní hry, webové stránky a jednoduché aplikace
- Učte se s přáteli, web codecademy.com vás po úspěšném splnění lekce odmění body a značkou splnění této lekce, kterou můžete sdílet po webu.
- Možnost měření vašeho postupu, váš postup je detailně zaznamenán, abyste věděli kde jste skončili a co už máte hotové
- Televizní video o Codecademy.com, „každý by měl umět programovat.“

## Návod jak na to
Po splnění první lekce budete požádáni o registraci. Zaregistrováním se stanete plnohodnotným členem webu. Získáte tak přístup k veškerému obsahu (pokud si v menu nastavíte, můžete mít přístup k experimentálnímu obsahu) tohoto webu.
Můžete se vrhnout na libovolnou lekci, nebo postupovat od začátku do konce. Web má aktuálně 22 lekcí, viz tabulka výše. Při plnění jednotlivých úkolu vám web bude interaktivním způsobem pomáhat lekci splnit za pomocí rad, nápověd, nebo ostatních uživatelů v případě nějakého složitějšího problému s kterým vám automatický systém nebude schopen pomoci.

## Tvorba lekcí
Lekce jsou tvořeny zkušenými uživateli. Pokud jste zkušený programátor a chcete přispět ostatním uživatelům a pomoci jim naučit se jazyk, který vy už perfektně ovládáte. Tak neváhejte a přidejte se k týmu codecademy.com. Web poskytuje návody, best practices, videa i fórum kde se můžete informovat jak na to.

## Code year
Jedná se o projekt, který byl vytvořen v roce 2012. Funguje tak, že každý týden vám po zaregistrování vaší emailové adresy přijde upozornění (zpravidla v pondělí), že je na webu další lekce programování. Projekt byl založen na základě novoročního předsevzetí, že se lidé naučí během jednoho roku, jednoduchou formou programovat.
Codeyear.com je propagační stránka codecademy.com, web slouží k přilákání lidi na samotný web codecademy.com.

## Investoři
- Union Square Ventures
- O'Reilly
- SV Angel
- Yuri Milner
- Social+Capital Partnership
- Thrive Capital
- CrunchFund
- Collaborative Fund
- Founder Collective
- Joshua Schacter
- Vivi Nevo
- Naval Ravikant
- a další